# Macarthuria intricata
Macarthuria intricata är en tvåhjärtbladig växtart som beskrevs av G.J. Keighery. Macarthuria intricata ingår i släktet Macarthuria och familjen Limeaceae. Inga underarter finns listade i Catalogue of Life.